# 高崎保浩
高崎 保浩（たかさき やすひろ、1982年6月2日 - ）は、兵庫県出身のレーシングドライバー。
高い開発能力と、「手のつけられないスピード」が武器。
現在は「モーターレーシングストア Star5（スターファイブ）」と「AVANTECH racing team」の代表を務める。
身長168cm、体重60kg。血液型はA型。

## 来歴
- 1994年 - カートレースでデビュー
- 1998年 - 全日本カート選手権 ICAクラス参戦。  参戦初年度ながら西日本ランキング1位・全国2位のランキング獲得。 同年に鈴鹿サーキットで開催されたFMK/FIAワールドカップ　ShowaShellカップレースではFAクラス参戦。元F1世界チャンピオンである、フェルナンド・アロンソ選手を抑えてタイムトライアルでトップタイムを記録 　　　　　（決勝レースは大雨の為中止）。 同年に開催された、ユニコ エルフF1チャレンジスカラシップセレクションレースに参加、第4期生として選出 　　　　　される。
- 1999年 - 単身渡仏。奨学生としてフォーミュラルノーキャンパスに参戦（最高位は2位）。
- 2000年 - 帰国後、本田技研の若手育成カテゴリーである「無限フォーミュラチャレンジ」に参戦。 6戦3勝を挙げシリーズチャンピオン獲得。本田若手育成プログラム選手の一員に選出。
- 2001年 - スカラシップ生として鈴鹿サーキットレーシングスクール（SRS-F）に入校。首席で卒業しスカラシップを獲得。
- 2002年 - フォーミュラドリームに参戦開始（#13 SRS-FスカラシップFD）
- 2003年 - フォーミュラドリームに継続参戦（#8 FABULOUS アサヒ FD）
- 2004年 - フォーミュラドリームに継続参戦（#15 FABULOUS アサヒ FD） シリーズチャンピオン獲得。翌年F3参戦へのスカラシップを獲得。
- 2005年 - 全日本F3選手権に名門レーシングチーム「戸田レーシング」よりフル参戦。  開幕前のテスト走行より好タイムを記録。時折見せつける「手のつけられないスピード」が関係の注目を浴びる。 シリーズ中盤には大きなクラッシュを経験する事になるが、どんな状況でも最後まで諦めない持ち前の精神力を発揮しルーキーランキング2位を獲得。
- 2006年 - SuperGT 参戦。GT300クラス：ライフワークBOMEXアップルNSXのテストドライバーを勤め、第2戦岡山ラウンドにスポット参戦。 　　　　　それまで決勝レース完走経験の無かったチームに初完走をもたらす。 SGT以外にも、その活動をチューニングカー業界にも広げ、有名チューニングショップの車両開発・タイムアタックを担当するなど、ツーリングカーにおいてもその能力を発揮する。
- 2007年 - スーパー耐久 参戦。  新規参戦チームであるTK-squareよｒST-3クラスを戦う。
- 2008年 - Super GT 参戦。 第6戦にGT300クラス Team SHADOWよりスポット参戦。 決勝9位完走を果たし、チームに初ポイントをもたらす。

2008年よりモーターレーシングストア Star5の代表として、レーシングギアの販売業務ならびに、StarCUPの運営に携わる。
- 2010年 - KMRT(ケンミレレーシングチーム) N1ドライバーオーディションに参加。フルサポートドライバーに選出。
- 2011年 - 全日本ダートトライアル選手権参戦。 KMRTより全日本ダートトライアル選手権参戦開始。

2015年より「若手ドライバーの育成とキャリアの再構築」をテーマとしたレーシングチーム「AVANTECH racing team.」を設立。
- 2022年 - スーパー耐久シリーズ 第2戦 『NAPAC 富士 SUPER TEC 24時間レース』に#66 OVER DRIVEよりスポット参戦。3位表彰台獲得。

## レース戦績

### SUPER GT
| 年     | チーム              | 使用車両              | クラス | 1   | 2      | 3   | 4   | 5   | 6     | 7   | 8   | 9   | 順位 | ポイント |
| ------ | ------------------- | --------------------- | ------ | --- | ------ | --- | --- | --- | ----- | --- | --- | --- | ---- | -------- |
| 2006年 | Team BOMEX Dream 28 | ホンダ・NSX           | GT300  | SUZ | OKA 14 | FSW | SEP | SUG | SUZ   | TRM | AUT | FSW | NC   | 0        |
| 2008年 | TEAM SHADOW         | ポルシェ・911 GT3 RSR | GT300  | SUZ | OKA    | FSW | SEP | SUG | SUZ 9 | TRM | AUT | FSW | 35位 | 2        |